# Château d'Azay-le-Ferron
Pour les articles homonymes, voir Azay et Ferron.
Le château d'Azay-le-Ferron est un château français de la Renaissance, situé sur le territoire de la commune d'Azay-le-Ferron, dans le département de l'Indre, en région Centre-Val de Loire.

## Histoire
Il a été édifié du XVe siècle au XVIIIe siècle.
L'édifice est classé au titre des monuments historiques, le 25 janvier 1950.
Le château appartient aujourd'hui à la ville de Tours, légué en 1952, par les derniers propriétaires, la famille Hersent-Luzarche.

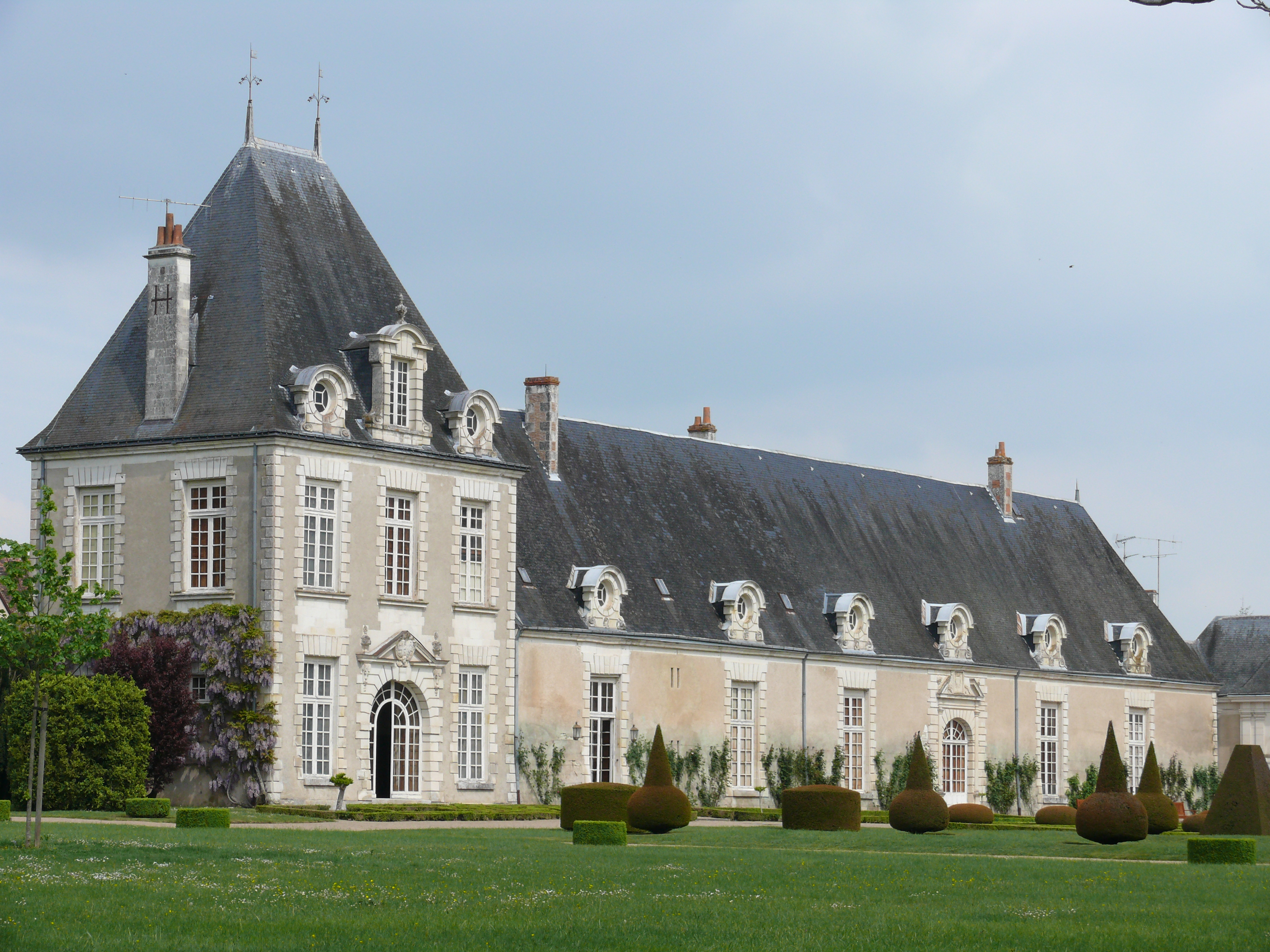
Le château en 2010.

## Architecture
Remarquablement conservé, il abrite de magnifiques collections de mobilier Renaissance, Régence, Louis XVI et Empire.

## Parc et jardins
De beaux jardins l'entourent, attribués aux architectes paysagistes Denis et Eugène Bühler : roseraie, jardin à la française, jardin paysagé, jardin de topiaires et de buis taillés, aux formes de pièces de jeu d'échecs.
Les jardins du château d'Azay-le-Ferron est inscrit dans la Liste des jardins portant le label Jardin remarquable.

## Fréquentation
En 2016, elle a reçu 17 883 visiteurs.

## Galerie de photographies

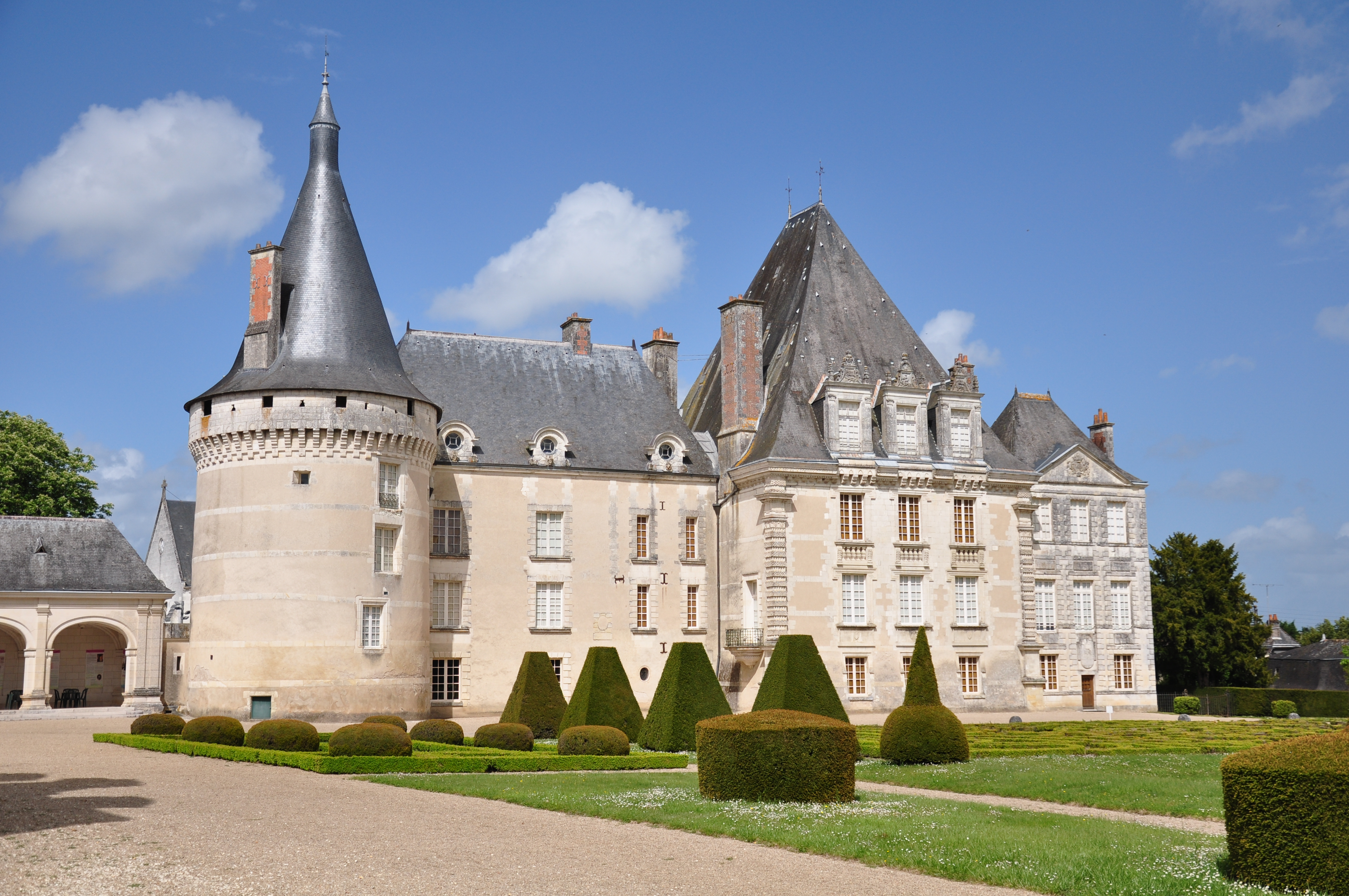
Le château, en 2021.
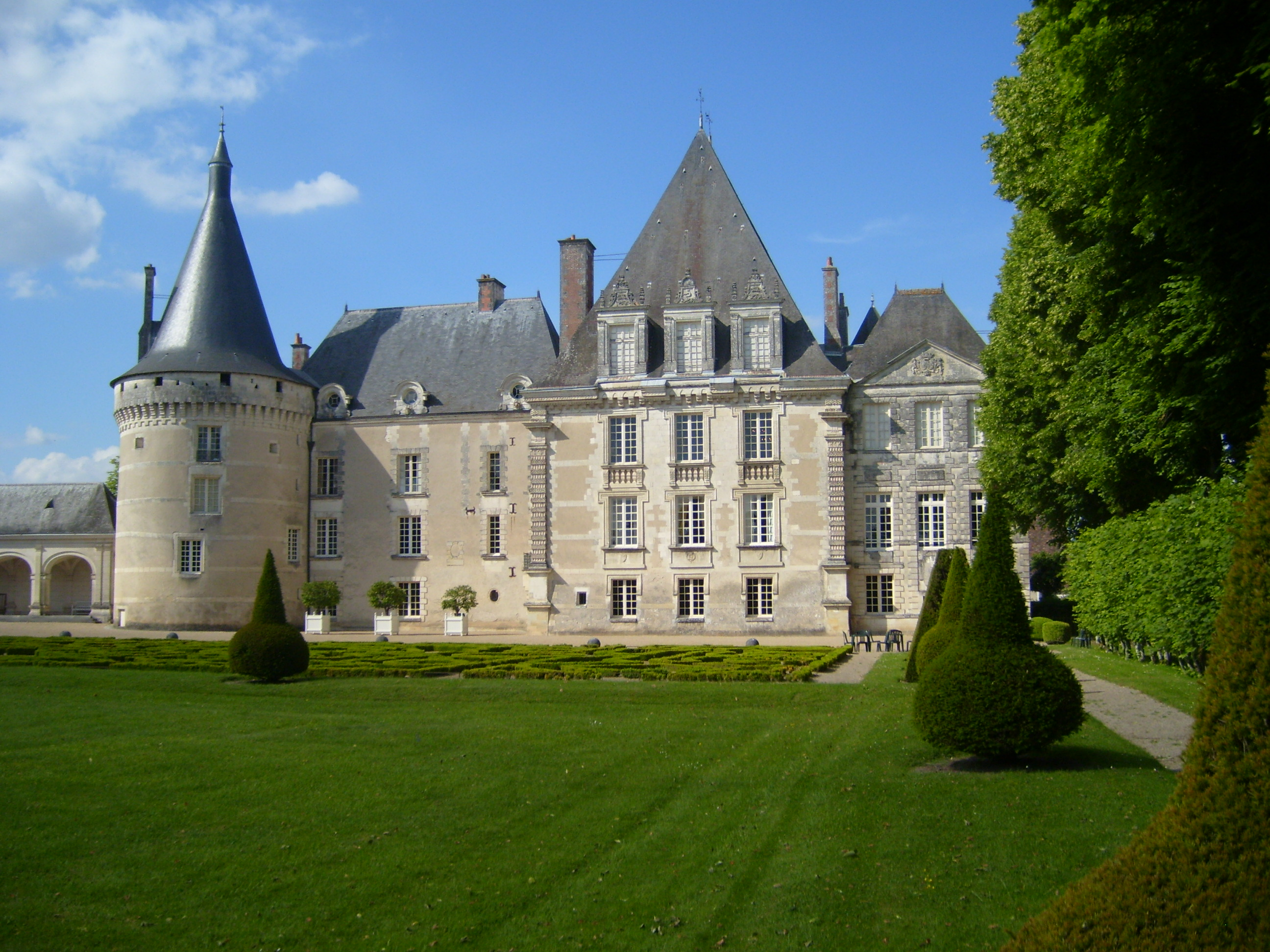
Le château, en 2009.
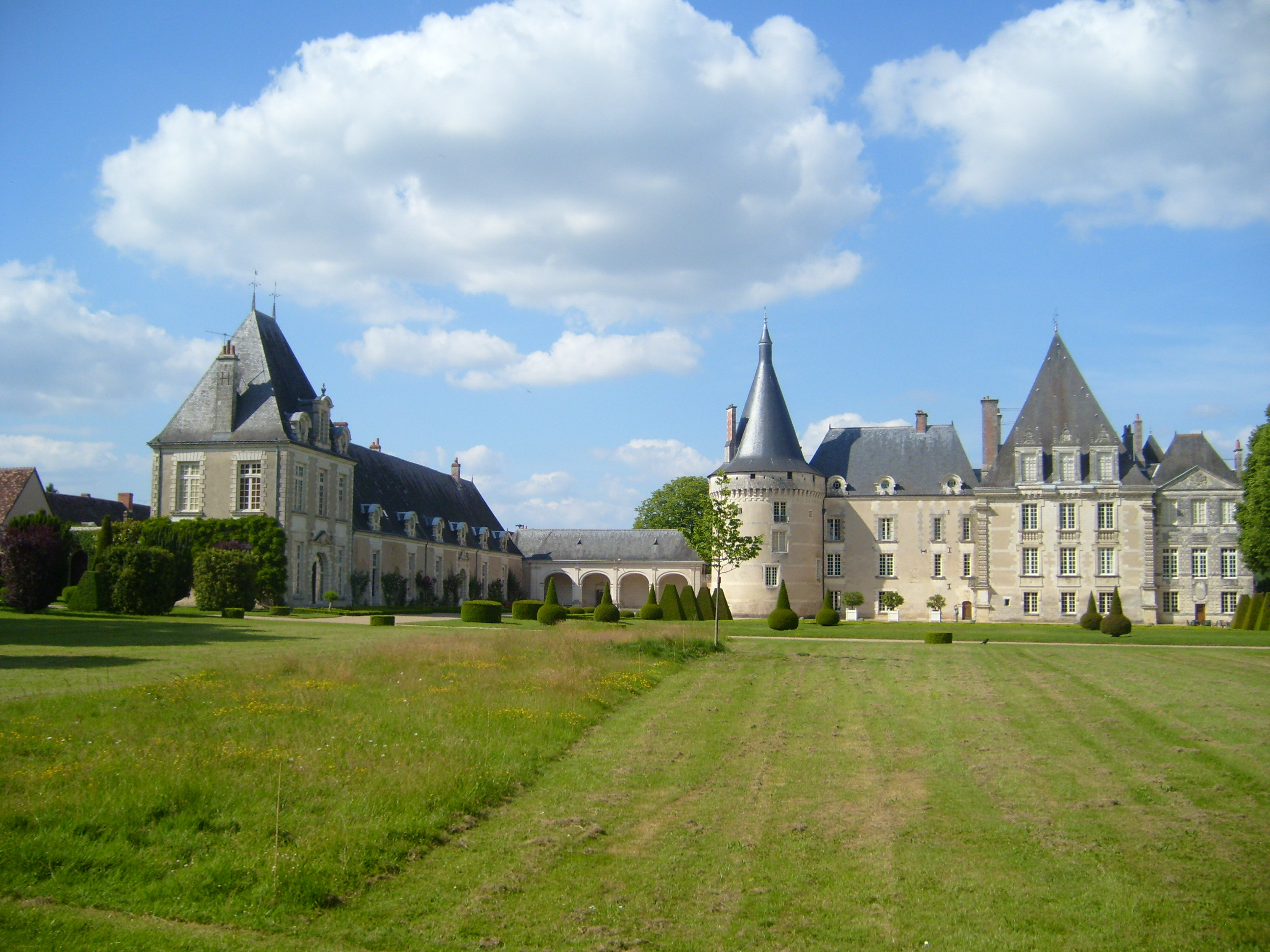
Le château et le parc, en 2009.
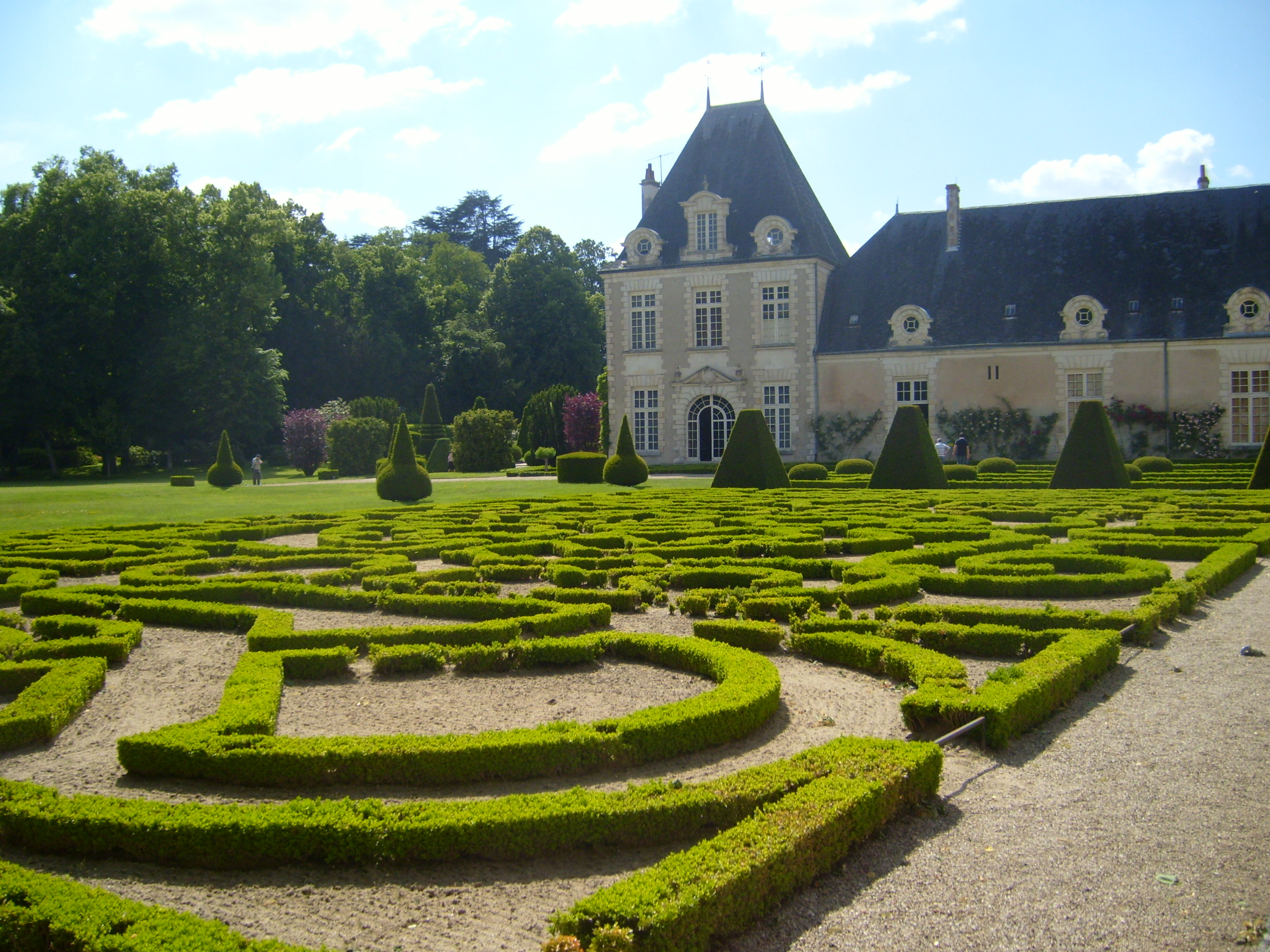
Le jardin, en 2009.
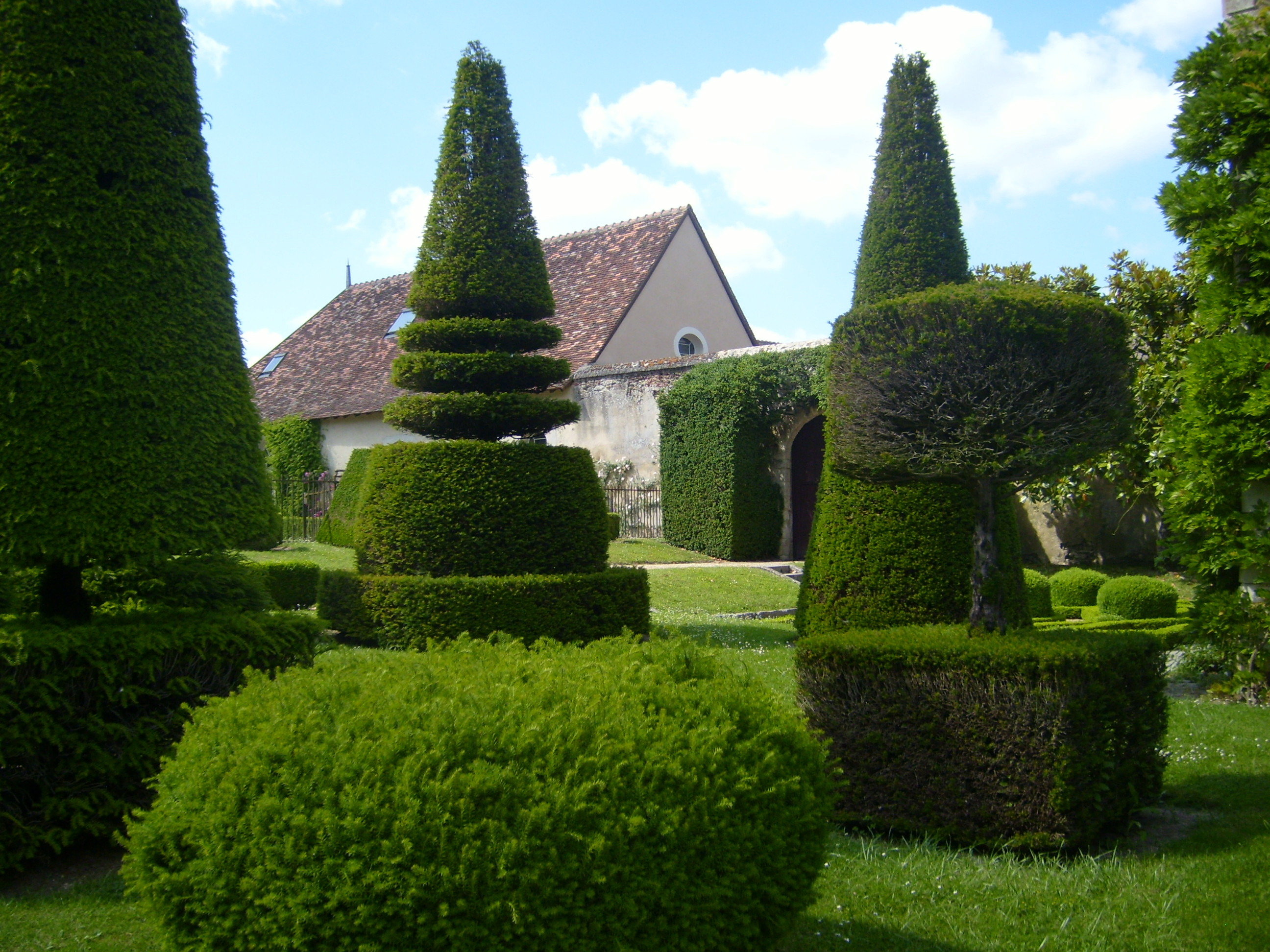
Le parc, en 2009.